# Skáldskaparmál

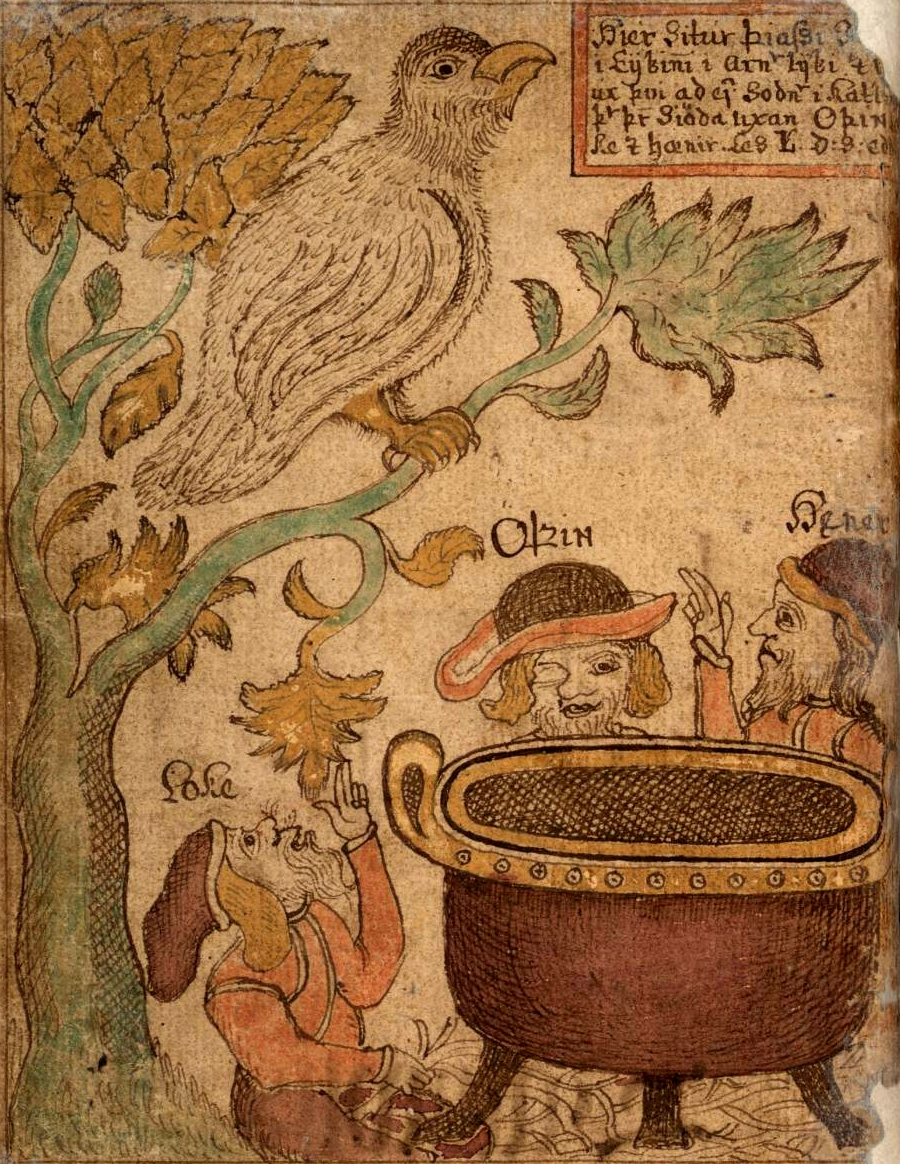
Un dels episodis dels Skáldskaparmál amb Odìn, Loki, Hœnir i Tjazi com a àguila. Manuscrit islandés de l'Institut Árni Magnússon

Els Skáldskaparmál (Dites sobre poesia en nòrdic antic) constitueixen la segona part de l'Edda prosaica de Snorri Sturluson. És un diàleg entre Ægir i el déu de la poesia Bragi amb el pretext de la presentació d'una llista de kenningar (perífrasi) i de heiti (sinònims) per a indrets, persones i objectes. L'explicació d'aquests kenningar permet a Snorri explicar molts relats mitològics o heroics.

## Sinopsi
El diàleg es dona en el context d'un sumptuós banquet donat pels Æsir en honor d'Ægir, presentat ací com un mag arribat de l'illa de Laeso. Durant el festí, Bragi dona al seu veí de taula una llista de heiti i kenningar, i li explica històries sobre el seu origen.
La majoria pertanyen a la mitologia: el rapte d'Iðunn per Tjazi i com Skaði va triar Njörðr per espòs, l'origen i el robatori de la hidromel poètica, els combats de Thor contra els gegants Hrungnir i Geirröd; i l'elaboració dels objectes preciosos dels déus. La resta se'n refereix a herois o reis llegendaris: Snorri resumeix la història de Sigurd i Völsung. També evoca els reis Fródi i Hrólfr Kraki, i la Hjadningavíg.
Les kenningar que figuren als Skáldskaparmál són d'antics escaldes. De vegades, l'Snorri no es contenta citant una kenning i afegeix extensos extractes de poemes que permeten explicar-la; cita així Haustlöng de Thjódólfur úr Hvini, Tórsdrápa d'Eilífr Godrúnarson i Ragnarsdrápa de Bragi Boddason. Apareix també en els Skáldskaparmál un poema que es considera que forma part de l'Edda poètica tot i que no figura en el Codex Regius: el Gróttasöng.
Els Skáldskaparmál acaben amb una llista de heiti. La darrera part es presenta sota la forma de thulur (llista de noms i heiti versificats i emprats per a mitjans mnemotècnics); es presenten així les diferents maneres de designar els déus, gegants, homes, dones, batalles, armes i elements naturals.

### Interés
Els relats mitològics i heroics narrats als Skáldskaparmál ens han arribat gràcies a l'Snorri; sense aquests, la majoria d'al·lusions que contenen els poemes escàldics ens serien desconegudes. Igualment, els poemes citats s'haurien perdut si no haguessen aparegut en els Skáldskaparmál.